# Калныньш, Роланд Юльевич
Ро́ланд Ка́лныньш (латыш. Rolands Kalniņš, в советских документах Роланд Юльевич Калныньш, также Калниньш; 9 мая 1922 — 17 мая 2022) — советский и латвийский кинорежиссёр. Заслуженный работник культуры Латвийской ССР (1989).

## Биография

### Ранние годы
Родился 9 мая 1922 в посёлке Вецслабада Истринской волости Лудзенского уезда Латвии, в семье почтового чиновника. Учиться уехал к дедушке с бабушкой в Ригу. Со временем в Ригу перебрались и родители, отец устроился работать бухгалтером в Чиекуркалнсе, а мать продавала цветы.
Не окончив школу, Роланд был вынужден пойти работать посыльным — в магазин, затем в газету Jaunākās Ziņas («Последние новости», крупнейшая ежедневная газета в межвоенной Латвии). Он также работал помощником в архиве Армейского экономического магазина, грузчиком в порту, в 1940-м развозил хлеб в булочные по утрам.
В 1940 году, после присоединения Латвии к СССР, он сотрудничал как внештатный корреспондент с газетами «Padomju Jaunatne» и «Cīņa» (изданиями ЦК комсомола и ЦК Компартии Латвии).
В годы нацистской оккупации Латвийской ССР год проучился в Первой Рижской гимназии. Когда возникла угроза призыва в Латышский добровольческий легион СС, скрывался у друзей в Торнякалнсе. Ждал возвращения Красной Армии.

### В кинематограф самоучкой
После войны по рекомендации знакомого, работавшего в Управлении по делам искусства Совета министров Латвийской ССР, устроился туда работать помощником инспектора в отдел театра, занимался документацией. Там он познакомился с Леонидом Лейманисом, который после ухода из Художественного театра на Рижскую киностудию пригласил туда Калныньша.
В 1947-м его зачислили в штат помощником режиссера на картину «Возвращение с победой» (режиссёр Александр Иванов, оператор Эдуард Тиссэ по пьесе Вилиса Лациса «Победа»). В это время он познакомился с Павлом Армандом, переняв у него методы работы с актёрами: объяснять роль, а не просто требовать.
На второй картине, «Райнис» (режиссёр Юлий Райзман), Калныньш был уже ассистентом режиссера.
Благодаря общению с мэтрами старшего поколения он овладел профессией кинорежиссёра самоучкой и в 1959 году получил первую самостоятельную работу — фильм «Илзе».
В 1962 году принят в члены Союза кинематографистов Латвии.
Камнем преткновения для молодого режиссёра стал четвертый по счёту фильм: «Я всё помню, Ричард!», снимавшийся в 1966 году по опубликованному в 1957 году в одном из московских альманахов сценарию Виктора Лоренца «Родина, прости!» (Dzimtene, piedod!). В основе сюжета — судьбы трёх друзей, мобилизованых в Латышский легион СС. Несмотря на то, что инициатива съёмок исходила от первого секретаря ЦК Компартии Латвии Арвида Пельше, выпуску фильма на широкие экраны противилась кинематографическая общественность Латвийской ССР, добившаяся того, что даже после запуска фильма во всесоюзный прокат в Латвии он был показан всего 2 недели и в малых кинотеатрах.
Такой же жертвой латвийской самоцензуры стала музыкальная комедия «Дышите глубже» (другое название — Četri balti krekli (Четыре белые рубашки), 1967), вышедшая на экраны только в 1986 году. Сразу после производства она была продемонстрирована в Латвии лишь дважды: во время приёмки 31 декабря 1967 года и на общественном сеансе в Рижском доме кино в январе 1968 года. Инициатором запрета стал редактор газеты «Cīņa» Илмар Иверт.
В процессе производства был остановлен очередной фильм Калныньша «Приморский климат».

### В документальном жанре
Помимо художественных фильмов, работал в жанре кинопублицистики. Документальный фильм «Разговор с королевой» о творчестве актрисы Вии Артмане был удостоен национальной кинопремии «Большой Кристап» (1980).
Автор лирического видеофильма о жизни и творчестве латвийского поэта М. Чаклайса (2002). Для своих кинопортретов выбирал значительных людей: выдающихся композиторов, литераторов, работников театра. Публиковал очерки о коллегах: Вие Артмане, Леониде Лейманисе, Марисе Рудзитисе.
Один из основателей киностудии «Trīs» (1989), на которой был осуществлён объёмный документальный кинопроект о истории Латвии XX века (2005).
Скончался 17 мая 2022 года, через 8 дней после своего столетия.

## Признание и награды
Награждался национальной кинопремией «Большой Кристап». Лента «Рыцарь королевы» отмечена на всесоюзном фестивале спортивного кино. На фестивале в Кишинёве приз за лучший сценарий получил фильм «Я всё помню, Ричард» (1967). Заслуженный работник культуры Латвийской ССР (1989). Сюжет о Роланде Калныньше включён в цикл видеофильмов «Киностолетие Латвии» (1999). Стипендиат Государственного фонда культуры (1999).
За долгую и плодотворную работу в кино награждён высшей государственной наградой — орденом Трёх звёзд IV степени (1998).
В 2017 году награждён был Почётной грамотой Кабинета Министров Латвии.

## Фильмография

### Режиссёр
- 1959 — Илзе
- 1960 — На пороге бури
- 1963 — Под землёй
- 1967 — Я всё помню, Ричард
- 1967 — Дышите глубже
- 1970 — Рыцарь королевы
- 1973 — Афера Цеплиса
- 1974 — Приморский климат
- 1975 — Четыре весны
- 1978 — Мужские игры на свежем воздухе
- 1980 — Три дня на размышление
- 1983 — Каменистый путь
- 1985 — Матч состоится в любую погоду
- 1987 — Если мы всё это перенесём…
- 1989 — Тапёр

### Продюсер
- 1991 — Дитя человеческое